# Nallamalais
Nallamalais (Muntanyes Negres, també Nallamalai, Nallamala o Nallamalas) són unes muntanyes del grup dels Ghats Orientals, principalment a l'estat d'Andhra Pradesh, districtes de Kurnool, Mahabubnagar, Guntur,Prakasam i Kadapa. Corre uns 150 km del riu Kistna al Penner amb elevacions de 500 a 600 metres i amb cims més alts a Bhairani Konda (945 metres) i Gundla Brahmeswara (919 metres).
El 2 de setembre de 2009 un avió amb el ministre principal de l'estat d'Andhra Pradesh, Y.S. Rajasekhara Reddy, va desaparèixer en aquestes muntanyes i fou trobat estavellat i tots els ocupants morts.